# IC 3402
IC 3402 ist eine Spiralgalaxie vom Hubble-Typ Sbc im Sternbild Coma Berenices am Nordsternhimmel. Sie ist schätzungsweise 350 Millionen Lichtjahre von der Milchstraße entfernt und hat einen Durchmesser von etwa 135.000 Lichtjahren. Vom Sonnensystem aus entfernt sich die Galaxie mit einer errechneten Radialgeschwindigkeit von näherungsweise 8.000 Kilometern pro Sekunde.
Das Objekt  wurde am 23. März 1903 vom deutschen Astronomen Max Wolf entdeckt.

## Galaktisches Umfeld
| Nr. | Galaxie                 | Alternativname            | Rek           | Dek           | Distanz/asec |
| --- | ----------------------- | ------------------------- | ------------- | ------------- | ------------ |
| →   | IC 3402                 | LEDA/PGC 41100            | 12h28m59.320s | +28d51m43.00s | 0            |
| 1   | LEDA/PGC 1848496        | 2MASX J12285635+2852095   | 12h28m56.384s | +28d52m09.84s | 46.55        |
| 2   | 2MASX J12290455+2851491 | WISEA J122904.53+285149.0 | 12h29m04.540s | +28d51m49.10s | 69.22        |
| 3   | LEDA/PGC 1847617        | NSA 103068                | 12h28m53.870s | +28d50m21.70s | 108.21       |
| 4   | LEDA/PGC 1846919        | 2MASX J12290076+2849071   | 12h29m00.764s | +28d49m07.01s | 157.43       |
| 5   | LEDA/PGC 1845725        | WISEA J122901.31+284648.8 | 12h29m01.316s | +28d46m49.04s | 295.36       |
| 6   | LEDA/PGC 1851029        | 2MASX J12285514+2856576   | 12h28m55.140s | +28d56m57.70s | 319.58       |
| 7   | 2MASX J12285793+2844015 | WISEA J122857.87+284401.6 | 12h28m57.881s | +28d44m01.75s | 461.78       |
| 8   | 2MASX J12292572+2856551 | WISEA J122925.78+285655.5 | 12h29m25.798s | +28d56m55.59s | 467.59       |
| 9   | LEDA/PGC 1843902        | 2MASX J12290838+2843051   | 12h29m08.380s | +28d43m05.60s | 531.29       |
| 10  | LEDA/PGC 1852671        | NSA 141485                | 12h29m18.211s | +29d00m06.25s | 560.95       |
| 11  | LEDA/PGC 1853906        | NSA 103071                | 12h28m53.268s | +29d02m30.43s | 652.04       |
| 12  | LEDA/PGC 41014          | UGC 7597                  | 12h28m27.51s  | +28d40m28.1s  | 793.32       |
| 13  | LEDA/PGC 1847234        | NSA 103074                | 12h27m58.787s | +28d49m44.87s | 803.88       |
| 14  | LEDA/PGC 1851571        | NSA 103077                | 12h28m00.176s | +28d58m01.34s | 863.37       |
| 15  | LEDA/PGC 1843133        | NSA 103070                | 12h28m08.275s | +28d41m32.30s | 907.31       |